# 2021年沃基沙聖誕遊行襲擊
2021年11月21日，美國威斯康辛州沃科夏在舉行年度圣诞游行時，一輛运动休旅车朝遊行隊伍衝撞，此次恐袭事件造成6人死亡，至少62人受伤。

## 背景
截至2021年，沃科夏圣诞大游行已经舉辦58年，在感恩节前的周日，当地的民间团体、企业、学校、公共服务机构和艺人會齐聚一堂。

## 事件

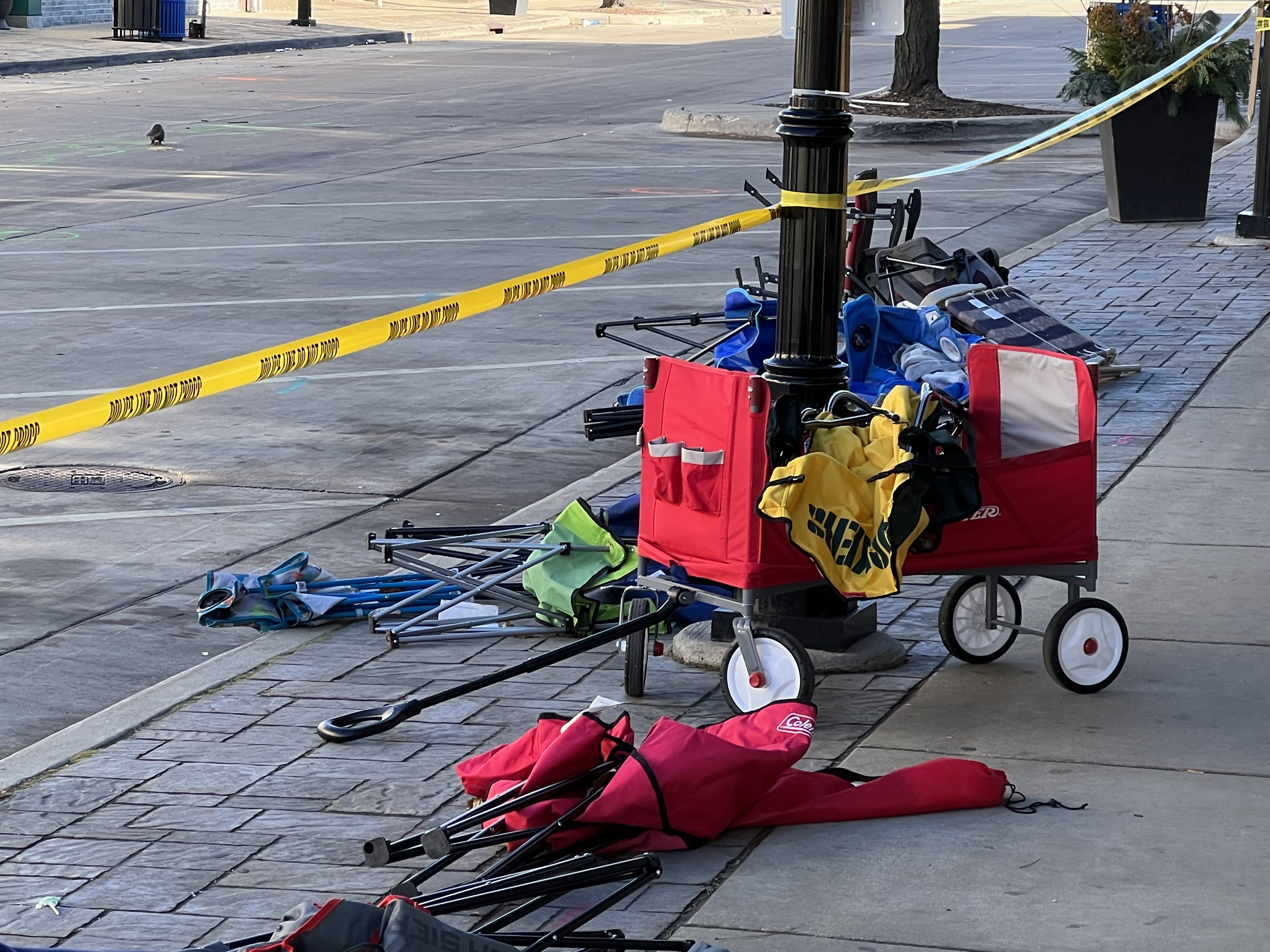
參與聖誕遊行的人士遺留在大道轉角處的物品

2021年11月21日，美國沃科夏当地时间下午4点39分左右，一辆红色福特Escape车运动型多用途车冲破路障，朝年度圣诞游行人群衝去。一名警官發現後开枪试图阻止该车辆，但依舊有人被車輛撞擊。警方很快找到了这辆车，并拘留了一名嫌犯。事故最終造成6人死亡，60多人受伤。死者為4名52至79岁的女性以及1名81岁男性。伤者中有十一名成人和十二名儿童。 医院共收治了28人。

## 嫌疑人
嫌犯是39岁的小布鲁克斯（Darrell Edward Brooks Jr.）。小布鲁克斯曾有过十多项犯罪前科，其中包含故意驾车撞倒一名妇女。其剛於11月19日因其他控诉而被保释出狱，并且在案发前几分钟陷入一场家庭纠纷。